# سپیدمرمر شامی
سپیدمرمر شامی (نام علمی: Melanargia titea) گونه‌ای پروانه است که در تیره فرچه‌پایان قرار دارد. زیستگاه این پروانه ارمنستان،سرزمین‌های فلسطین، اسرائیل، ترکیه و ایران است. پهنای بال این پروانه ۵۵ میلی‌متر است. این گونه از گندمیان تغذیه می‌کند.

## زیرگونه‌ها
- Melanargia titea titea
- Melanargia titea wiskotti (Röber, ۱۸۹۶) (Turkey)